# Elnias

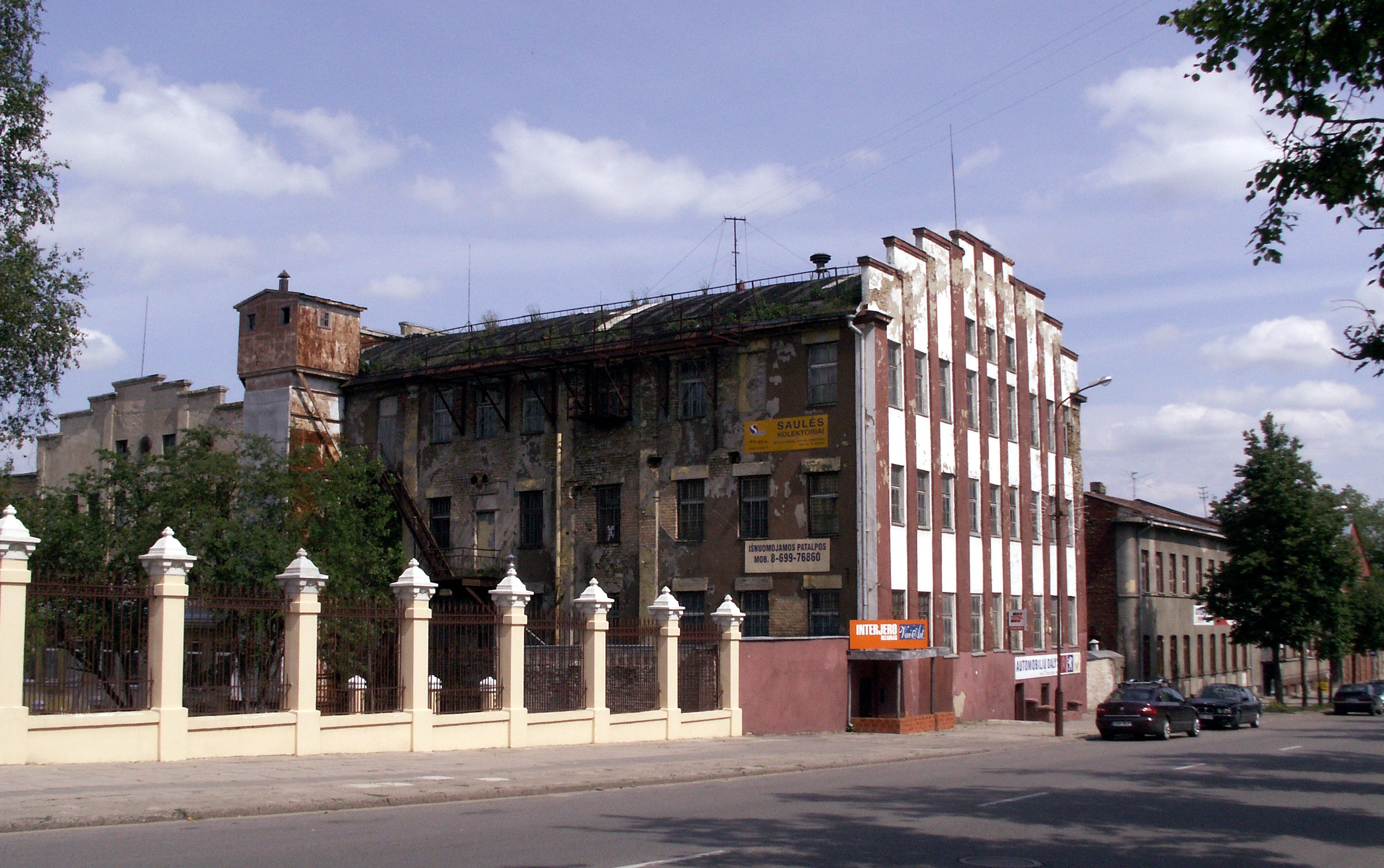
Frenkel-Fabrik (von Vilniaus-Str.)

AB Elnias (dt. ‚Waldren‘) war eine Lederfabrik und ein Schuhhersteller in der litauischen Stadt Šiauliai.

## Geschichte
Im Jahr 1877 wurde eine Lederfabrik vom Unternehmer Chaim Frenkel (1857–1920) errichtet, die im Zweiten Weltkrieg bombardiert wurde und ausbrannte. Diese Fabrik fusionierte im Jahr 1946 mit einer anderen zum Kombinat „Elnias“. 1960 kam noch die ein Jahr zuvor gegründete Zeche in Kėdainiai und 1975 die Fabrik Mažeikiai (gegr. 1945) dazu. Im Jahr 1974 wurde ein gamybinis susivienijimas „Elnias“ im damaligen Sowjetlitauen errichtet. Zwei Jahre später produzierte Elnias 2,9 Mio. Schuhpaare im Wert von 37,3 Mio. Rubel. Vom 15. November 1990 bis zum 1. Dezember 1992 gab es den postsowjetischen Staatsbetrieb Odos ir avalynės valstybinė įmonė „Elnias“.
Das Unternehmen hatte bis zum 20. Januar 1995 ein eigenes Ferienlager „Elnias“ („Elnio“ odos ir avalynės valstybinės įmonės poilsio stovykla „Elnias“) in der Kurortstadt Palanga an der Ostsee. Vom 19. August 1992 bis 16. Oktober 2013 hieß die Firma AB Elnias. Bis 2000 war Adidas ein Partner von Elnias. Im Jahr 1999 bestellte Adidas 400.000 Schuhpaare. Vom 27. August 1996 bis zum 22. März 2002 hatte Elnias das Tochterhandelsunternehmen UAB Elnio batas. Im Juli 1998 wurde das Insolvenzverfahren eröffnet. AB Elnias schuldete seinen 79 Gläubigern 27 Mio. Lt (8 Mio. Euro), davon
- 9,4 Mio. Lt an Mokesčių inspekcija
- 2,3 Mio. Lt an SoDra
- 1,8 Mio. Lt an Turto bankas und
- je 0,4 Mio. Lt an die Versicherungsunternehmen Vicura und Lietuvos draudimas[9]

## Galerie

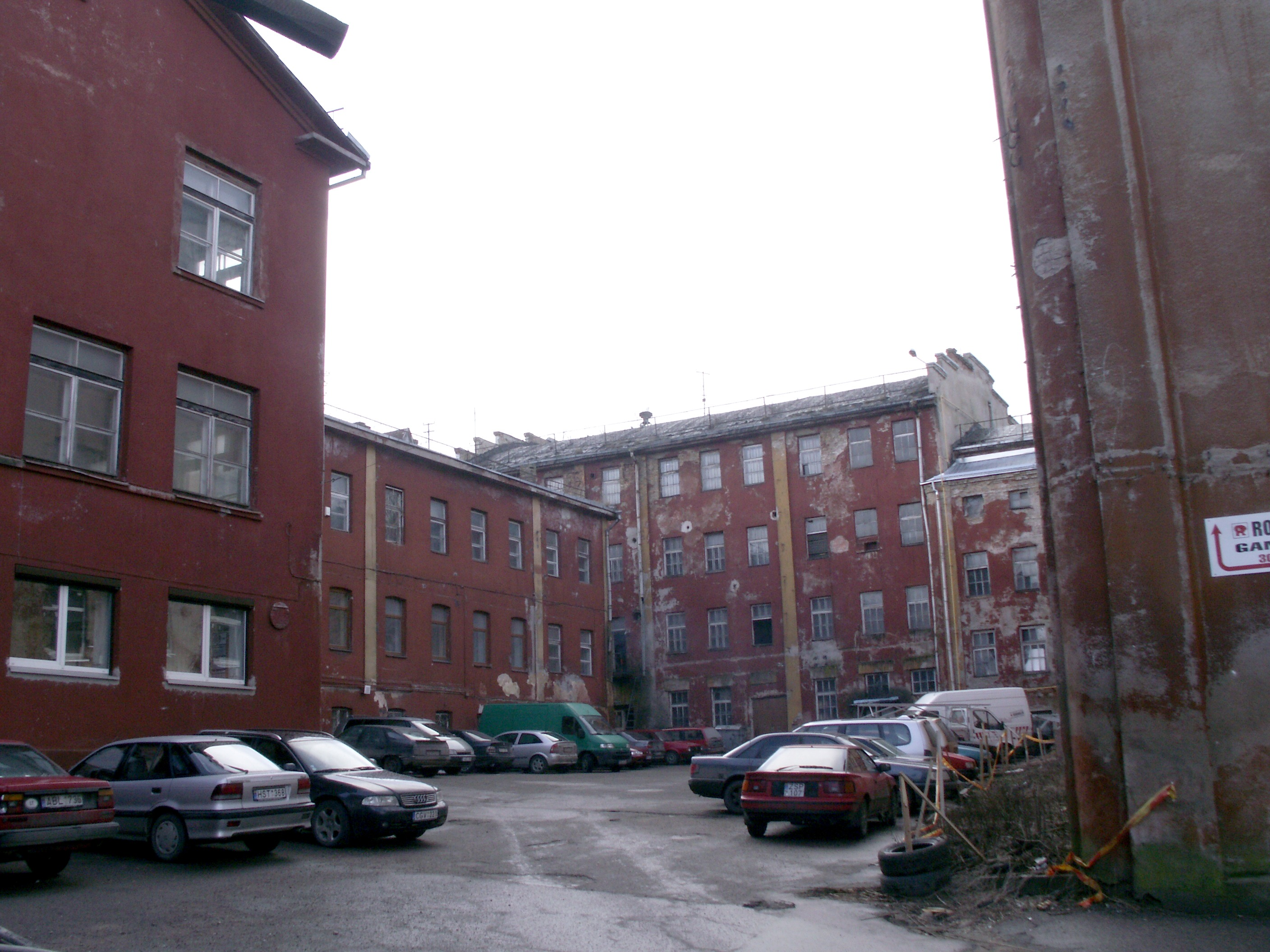
Fabrikteil, 2008
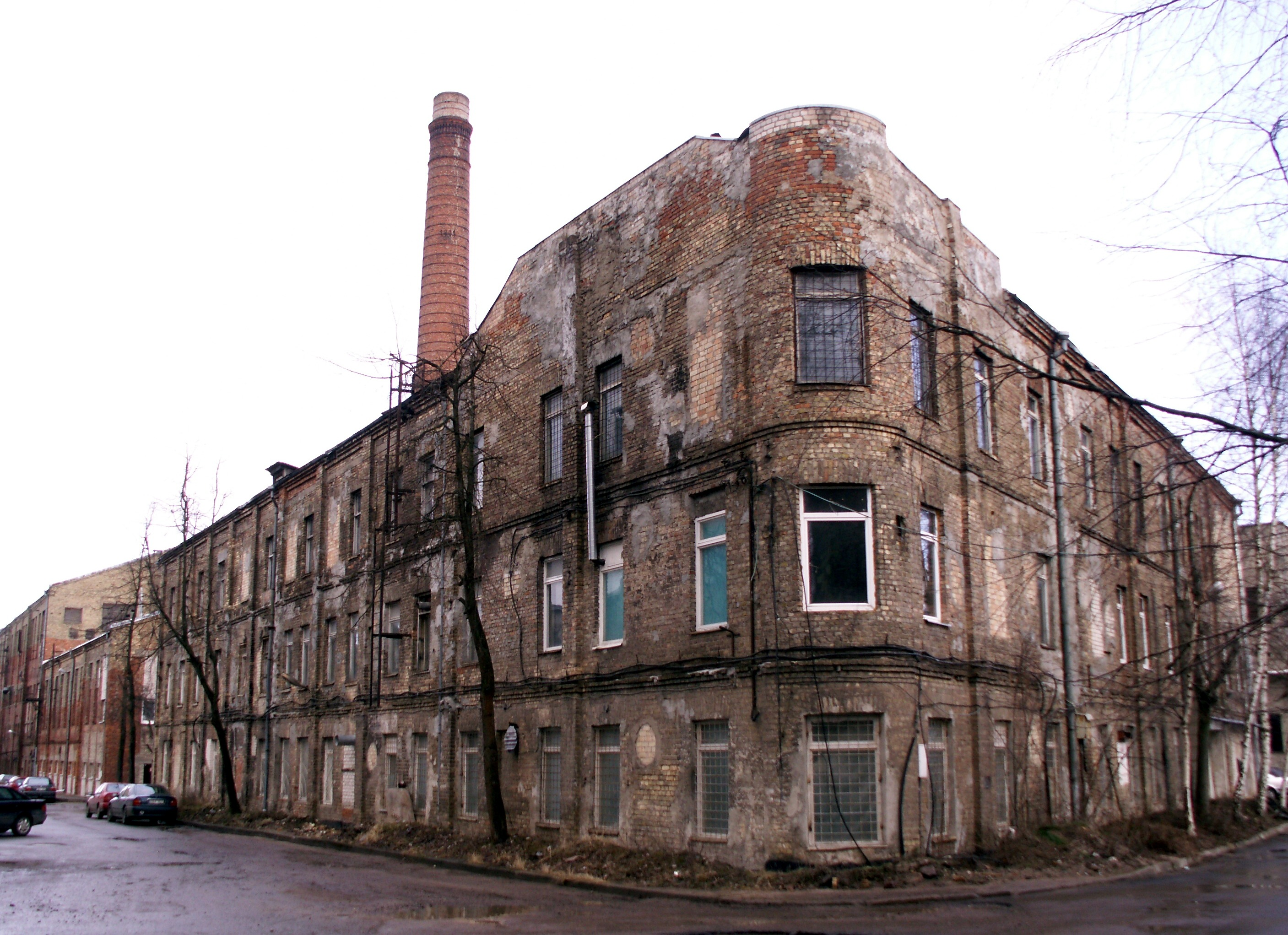
Fabrikteil, 2008
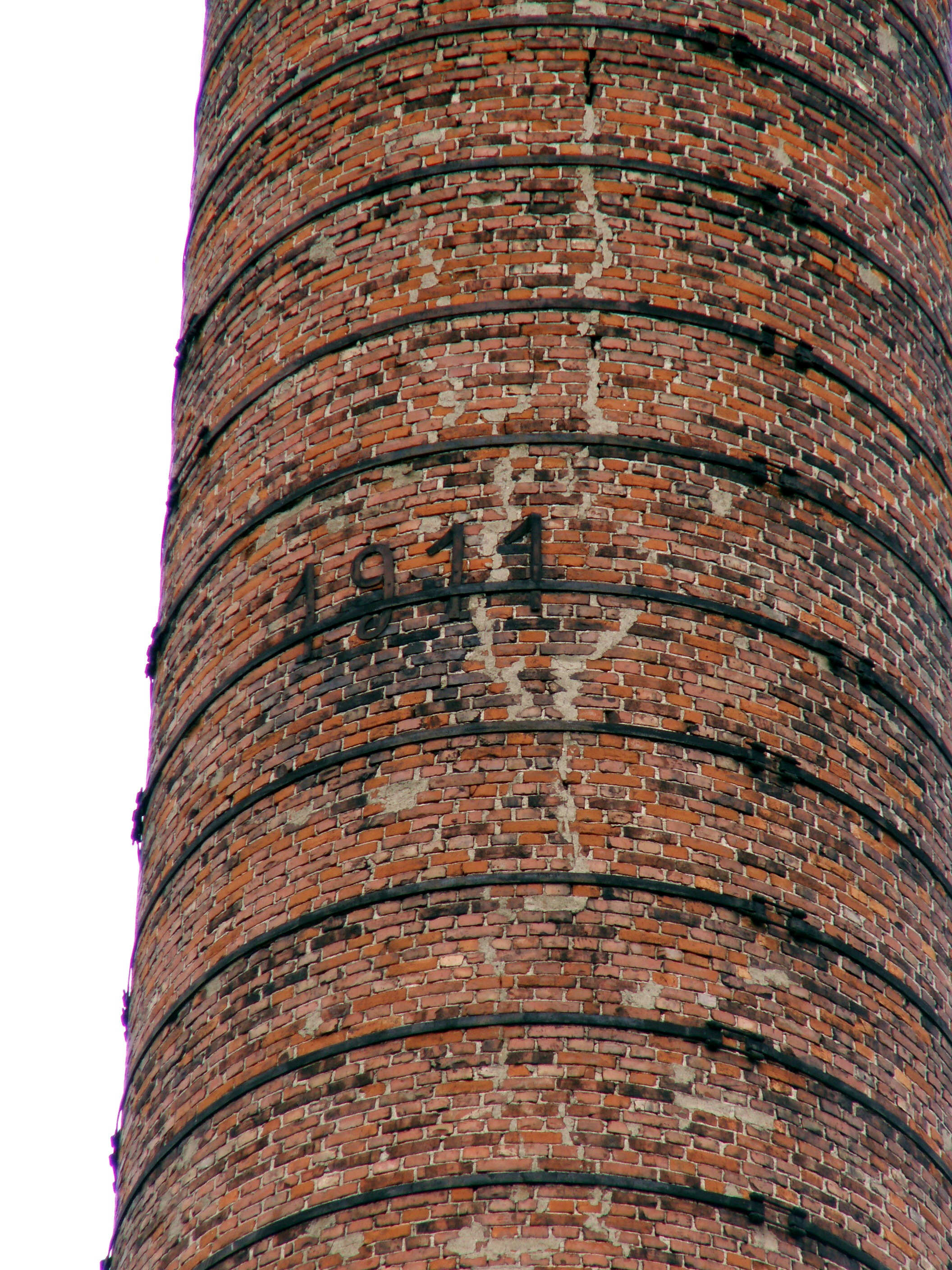
Frenkel-Fabrikturm, 1911
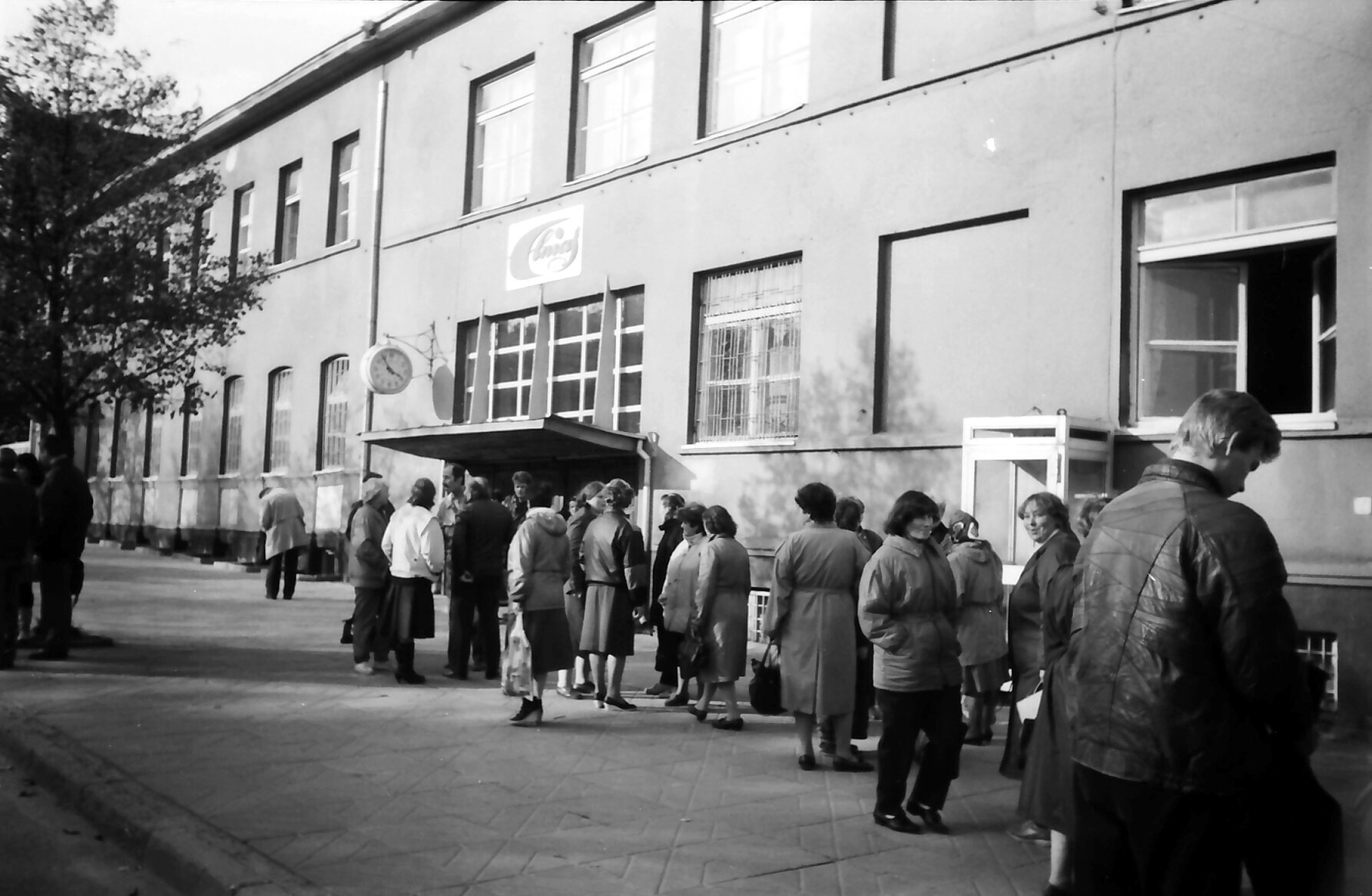
Insolvenz von AB „Elnias“, Oktober 1996